# 람 (성경 인물)
람(Ram, 히브리어: רם Rām)은 히브리어 성경에 나오는 인물이다. 헤스론의 아들이며 다윗의 조상이다. 그의 족보와 후손은 역대상 2:9과 룻기 4:19에 기록되어 있다. 신약에서 그의 이름은 "아람"(Aram, 그리스어: Ἀράμ)과 "아니"(Arni, 그리스어: Ἀρνὶ)로 주어진다.